# Tunchang
Tunchang léase Tun-Cháng (en chino:屯昌县, pinyin: Tún chāng xiàn) es uno de los cuatro condados bajo la administración directa de la provincia de Hainan. Se ubica al sur de la República Popular China a 85 kilómetros del centro de Haikou. El condado en 2010 tiene una población de aproximadamente 295 000 habitantes, con un área total de 1231 kilómetros cuadrados.

## Administración
El  condado Tunchang se divide en 8 poblados.